# Diocèse de Tshumbe
Le diocèse de Tschumbe (en latin : Dioecesis Tshumbeensis) est un diocèse catholique de République démocratique du Congo, suffragant de l'archidiocèse de Kananga. Son évêque est depuis 2022 Vincent Tshomba Shamba Kotsho.

## Territoire
Le diocèse comprend le territoire de  Katako-Kombe, Lodja et Lubefu, dans la province de Sankuru (ou avant 2015 dans celle du Kasaï-Oriental).
Son siège épiscopal est dans la ville de Tshumbe. En 2022, le territoire est subdivisé en 23 paroisses.

## Histoire
La préfecture apostolique de Tschumbe est érigée le 25 mai 1936 par la bulle Ad evangelici du pape Pie XI, à partir de territoires de l'actuel archidiocèse de Kananga.
Le 14 mars 1947, la préfecture apostolique est érigée en vicariat apostolique. Le vicariat perd une partie de son territoire en 1951 pour établir le vicariat apostolique de Kole.
Le 10 novembre 1959 le vicariat apostolique est érigé en diocèse par la bulle Cum parvulum du pape Jean XXIII.
Le 9 décembre 2020, de diocèse érige le sanctuaire Notre-Dame-de-la-Paix de Tshumbe en sanctuaire diocésain.

## Chronologie des ordinaires
Préfet apostolique
- Joseph Augustin Hagendorens, C.P. (28 juillet 1936 - 14 mars 1947), promu vicaire apostolique

Vicaire apostolique
- Joseph Augustin Hagendorens, C.P. (14 mars 1947 - 10 novembre 1959), promu évêque

Évêques
- Joseph Augustin Hagendorens, C.P. (10 novembre 1959 - 9 avril 1968)
- Albert Tshomba Yungu (9 avril 1968 - 22 juillet 1995)
- Nicolas Djomo Lola (20 mai 1997 - 11 juin 2022)
- Vincent Tshomba Shamba Kotsho (de), à partir du 11 juin 2022, précédemment évêque titulaire d'Oescus (de)

## Statistiques
| année | baptisés | population totale | pourcentage | prêtres (total) | prêtres séculiers | prêtres réguliers | catholiques par prêtre | diacres | religieux | religieuses | paroisses |
| ----- | -------- | ----------------- | ----------- | --------------- | ----------------- | ----------------- | ---------------------- | ------- | --------- | ----------- | --------- |
| 1950  | 31 808   | 180 000           | 17,7        | 36              | 3                 | 33                | 883                    |         | 41        | 29          |           |
| 1969  | 58 500   | 300 000           | 19,5        | 33              | 10                | 23                | 1 772                  |         | 43        | 57          | 13        |
| 1980  | 122 500  | 468 000           | 26,2        | 26              | 18                | 8                 | 4 711                  |         | 24        | 71          | 15        |
| 1990  | 178 500  | 572 000           | 31,2        | 48              | 42                | 6                 | 3 718                  |         | 34        | 98          | 17        |
| 1994  | 225 000  | 680 000           | 33,1        | 56              | 52                | 4                 | 4 017                  |         | 30        | 103         | 18        |
| 1999  | 225 000  | 680 000           | 33,1        | 64              | 57                | 7                 | 3 515                  |         | 31        | 112         | 18        |
| 2003  | 231 200  | 680 000           | 34,0        | 64              | 58                | 6                 | 3 612                  |         | 26        | 126         | 19        |
| 2004  | 331 353  | 683 288           | 48,5        | 64              | 58                | 6                 | 5 177                  |         | 28        | 129         | 19        |
| 2010  | 382 000  | 779 000           | 49,0        | 73              | 66                | 7                 | 5 232                  |         | 34        | 165         | 20        |
| 2014  | 426 000  | 866 000           | 49,2        | 81              | 76                | 5                 | 5 259                  |         | 32        | 197         | 20        |
| 2017  | 401 407  | 1 424 160         | 28,2        | 81              | 76                | 5                 | 4 955                  |         | 28        | 198         | 21        |
| 2020  | 447 680  | 1 542 680         | 29,0        | 80              | 75                | 5                 | 5 596                  |         | 29        | 230         | 23        |
| 2022  | 477 710  | 1 646 300         | 29,0        | 94              | 90                | 4                 | 5 082                  |         | 27        | 236         | 23        |